# ホセ・マリア・マルティン＝ベハラーノ・セラーノ
ホセ・マリ（José Mari）ことホセ・マリア・マルティン＝ベハラーノ・セラーノ（José María Martín Bejarano-Serrano、1987年12月6日 - ）は、スペイン・ロタ出身の元サッカー選手。ポジションはミッドフィールダー。